# Poslední tango
Poslední tango je debutové studiové album české, potažmo moravské metalové hudební skupiny Panoptiko. Bylo vydáno 3. prosince 2021.

## Podrobnosti
Album bylo nahráno analogově.
Byla použita celá řada nástrojů jako cimbál („Bathory“), kastaněty („Sancho Panza“), banjo („Hej svatý“), darbulka, rebab („Pyramida“), panova flétna („Escobar“), housle („Všudebil“) balalajka („Rasputin“), harmonika („Gilotina“, „Rasputin“).
Tématy textů jsou např. eutanazie (titulní skladba), dluhové pasti („Pyramida“), drogové podsvětí („Escobar“), oligarchie („Všudebil“) nebo ruský politický režim („Rasputin“).
Titulní skladba se stala pro kapelu ikonickým hitem a na streamovací platformě Spotify je z diskografie nejposlouchanější.
Prvotní náklad alba byl prodán během deseti dní a dílo získalo Zlatou desku.
Album bylo vydáno na CD a vinylu.

## Přijetí
Albu se dostalo vřelého přijetí kritiků, kteří chválili chytlavost písní, vtipné, satirické i zadumané texty, pestré aranže a mohutný metalový zvuk. 

## Videoklipy
K titulní skladbě byl ze záběrů sesbíraných při koncertní sezóně 2022 sestříhán videoklip.

## Seznam skladeb
| Pořadí         | Název          | Délka |
| -------------- | -------------- | ----- |
| 1.             | Bathory        | 3:26  |
| 2.             | Gilotina       | 3:46  |
| 3.             | Sancho Panza   | 3:37  |
| 4.             | Hej Svatý      | 4:39  |
| 5.             | Poslední Tango | 3:31  |
| 6.             | Pyramida       | 4:23  |
| 7.             | Řvát           | 4:33  |
| 8.             | Escobar        | 4:32  |
| 9.             | Všudebil       | 4:03  |
| 10.            | Dýchám         | 5:06  |
| 11.            | Rasputin       | 3:20  |
| Celková délka: | Celková délka: | 45:05 |

## Obsazení

### Panoptiko
- Lord Panoptik – zpěv
- Dr. Konektor – kytary
- Baron von Telephon – multiilusionist, poet
- Segnor Farkaš – baskytara
- Don Balkoni – bicí